# Miguel Otegui
Miguel Otegui (ur. 2 maja 1992 roku) – hiszpański kierowca wyścigowy.

## Kariera
Otegui rozpoczął karierę w wyścigach samochodowych w 2008 roku od startów w Europejskim Pucharze Formuły Renault 2.0 oraz Zachodnioeuropejskim Pucharze Formuły Renault 2.0. Jedynie w edycji zachodnioeuropejskiej zdobywał punkty. Rok później kontynuował starty w tych seriach. Zajął w nich odpowiednio 18 i 8 miejsce. W 2010 roku wystartował już tylko w europejskim pucharze. Uzbierane 21 punktów dało mu 16 pozycję w klasyfikacji końcowej.

## Statystyki
| Sezon | Seria                                          | Zespół          | Wyścigi | Zwycięstwa | PP | NO | Podium | Punkty | Pozycja |
| ----- | ---------------------------------------------- | --------------- | ------- | ---------- | -- | -- | ------ | ------ | ------- |
| 2008  | Zachodnioeuropejski Puchar Formuły Renault 2.0 | iQuick          | 15      | 0          | 0  | 0  | 0      | 4      | 23      |
| 2008  | Europejski Puchar Formuły Renault 2.0          | iQuick          | 14      | 0          | 0  | 0  | 0      | 0      | NS      |
| 2009  | Zachodnioeuropejski Puchar Formuły Renault 2.0 | Epsilon Euskadi | 10      | 0          | 0  | 0  | 0      | 39     | 8       |
| 2009  | Europejski Puchar Formuły Renault 2.0          | Epsilon Euskadi | 10      | 0          | 0  | 0  | 0      | 10     | 18      |
| 2010  | Europejski Puchar Formuły Renault 2.0          | Epsilon Euskadi | 10      | 0          | 0  | 0  | 0      | 21     | 16      |